# Striatoptycholaemus longicollis
Striatoptycholaemus longicollis là một loài bọ cánh cứng trong họ Cerambycidae.